# Independent Spirit Awards 2015
La cerimonia di premiazione della 30ª edizione degli Independent Spirit Awards si è svolta il 21 febbraio 2015.
Le nomination sono state rese note il 25 novembre 2014.

## Vincitori e candidati
I vincitori sono indicati in grassetto, a seguire gli altri candidati.

### Miglior film
- Birdman, regia di Alejandro González Iñárritu
- Boyhood, regia di Richard Linklater
- I toni dell'amore - Love Is Strange (Love Is Strange), regia di Ira Sachs
- Selma - La strada per la libertà (Selma), regia di Ava DuVernay
- Whiplash, regia di Damien Chazelle

### Miglior regista
- Richard Linklater - Boyhood
- Damien Chazelle - Whiplash
- Ava DuVernay - Selma - La strada per la libertà (Selma)
- Alejandro González Iñárritu - Birdman
- David Zellner - Kumiko, The Treasure Hunter

### Miglior sceneggiatura
- Dan Gilroy - Lo sciacallo - Nightcrawler (Nightcrawler)
- Scott Alexander e Larry Karaszewski - Big Eyes
- J. C. Chandor - 1981: Indagine a New York (A Most Violent Year)
- Jim Jarmusch - Solo gli amanti sopravvivono (Only Lovers Left Alive)
- Ira Sachs e Mauricio Zacharias - I toni dell'amore - Love Is Strange (Love Is Strange)

### Miglior film d'esordio
- Lo sciacallo - Nightcrawler (Nightcrawler), regia di Dan Gilroy
- A Girl Walks Home Alone at Night, regia di Ana Lily Amirpour
- Dear White People, regia di Justin Simien
- Il bambino che è in me - Obvious Child (Obvious Child), regia di Gillian Robespierre
- She's Lost Control, regia di Anja Marquardt

### Miglior sceneggiatura d'esordio
- Justin Simien - Dear White People
- Desiree Akhavan - Appropriate Behavior
- Sara Colangelo - Little Accidents
- Justin Lader - The One I Love
- Anja Marquardt - She's Lost Control

### Premio John Cassavetes
- Viaggio al nord (Land Ho!), regia di Aaron Katz e Martha Stephens
- Blue Ruin, regia di Jeremy Saulnier
- It Felt Like Love, regia di Eliza Hittman
- Man from Reno, regia di Dave Boyle
- Test, regia di Chris Mason Johnson

### Miglior attrice protagonista
- Julianne Moore - Still Alice
- Marion Cotillard - C'era una volta a New York (The Immigrant)
- Rinko Kikuchi - Kumiko, The Treasure Hunter
- Jenny Slate - Il bambino che è in me - Obvious Child (Obvious Child)
- Tilda Swinton - Solo gli amanti sopravvivono (Only Lovers Left Alive)

### Miglior attore protagonista
- Michael Keaton - Birdman
- André Benjamin - Jimi: All Is by My Side
- Jake Gyllenhaal - Lo sciacallo - Nightcrawler (Nightcrawler)
- John Lithgow - I toni dell'amore - Love Is Strange (Love Is Strange)
- David Oyelowo - Selma - La strada per la libertà (Selma)

### Miglior attrice non protagonista
- Patricia Arquette - Boyhood
- Jessica Chastain - 1981: Indagine a New York (A Most Violent Year)
- Carmen Ejogo - Selma - La strada per la libertà (Selma)
- Andrea Suarez Paz - Stand Clear of the Closing Doors
- Emma Stone - Birdman

### Miglior attore non protagonista
- J. K. Simmons - Whiplash
- Riz Ahmed - Lo sciacallo - Nightcrawler (Nightcrawler)
- Ethan Hawke - Boyhood
- Alfred Molina - I toni dell'amore - Love Is Strange (Love Is Strange)
- Edward Norton - Birdman

### Miglior fotografia
- Emmanuel Lubezki - Birdman
- Darius Khondji - C'era una volta a New York (The Immigrant)
- Sean Porter - It Felt Like Love
- Lyle Vincent - A Girl Walks Home Alone at Night
- Bradford Young - Selma - La strada per la libertà (Selma)

### Miglior montaggio
- Tom Cross - Whiplash
- Sandra Adair - Boyhood
- John Gilroy - Lo sciacallo - Nightcrawler (Nightcrawler)
- Ron Patane - 1981: Indagine a New York (A Most Violent Year)
- Adam Wingard - The Guest

### Miglior documentario
- Citizenfour, regia di Laura Poitras
- 20,000 Days on Earth, regia di Iain Forsyth e Jane Pollard
- Stray Dog, regia di Debra Granik
- Il sale della terra (The Salt of the Earth), regia di Juliano Ribeiro Salgado e Wim Wenders
- Virunga, regia di Orlando von Einsiedel

### Miglior film straniero
- Ida, regia di Paweł Pawlikowski (Polonia)
- Forza maggiore (Force majeure), regia di Ruben Östlund (Svezia)
- Leviathan, regia di Andrej Petrovič Zvjagincev (Russia)
- Mommy, regia di Xavier Dolan (Canada)
- Norte, the End of History, regia di Lav Diaz (Filippine)
- Under the Skin, regia di Jonathan Glazer (Regno Unito)

### Premio Robert Altman
- Vizio di forma, regia di Paul Thomas Anderson

### Premio Speciale Distinction Awards
- Foxcatcher - Una storia americana (Foxcatcher), regia di Bennett Miller

### Producers Award
- Chris Ohlson
- Chad Burris
- Elisabeth Holm

### Someone to Watch Award
- Rania Attieh e Daniel Garcia - H.
- Ana Lily Amirpour - A Girl Walks Home Alone at Night
- Chris Eska - The Retrieval

### Truer Than Fiction Award
- Dan Krauss - The Kill Team
- Amanda Rose Wilder - Approaching the Elephant
- Darius Clark Monroe - Evolution of a Criminal
- Sara Dosa - The Last Season